# Chiesa del Santo Rosario (Washington)
La chiesa del Santo Rosario è una chiesa cattolica di Washington, capitale degli Stati Uniti d'America.
Costruita nel 1919-23 come sede della parrocchia del Santo Rosario, costituitasi già nel 1913, è la chiesa cattolica nazionale italiana della città.

## Storia
Attorno al 1890 una comunità di immigrati italiani si era formata all'interno del quartiere irlandese noto come Swampoodle. Della cura di quanti di loro erano cattolici si occupò all'inizio il nunzio apostolico vaticano presente nella capitale.
Nel 1913 il vescovo di Baltimora, da cui la capitale allora dipendeva come diocesi, affidò ad un sacerdote agostiniano, don Nicola DeCarlo, l'incarico di formare una parrocchia italiana. All'inizio DeCarlo preso un semplice locale in affitto a 83 H Street NW, riadattandolo a cappella, e vi celebrò la prima messa il 14 dicembre 1913. Con il crescere della comunità, già l'anno successivo si rese necessario il trasferimento, sempre in affitto, ad un locale più ampio su 902 Third Street NW, mentre cominciava la raccolta di fondi per l'edificazione della chiesa. Finalmente il 7 settembre 1919 si svolse la cerimonia della posa della prima pietra dell'attuale chiesa su 595 Third Street NW. La chiesa fu ufficialmente dedicata il 29 aprile 1923, anche se per il completamento dei lavori del campanile e la posa delle campane si dovette attendere fino al 1947.
Alla morte di don Nicola DeCarlo nel 1961, la cura della parrocchia fu affidata ai padri Scalabriniani. Essi dovettero per prima cosa fronteggiare la minaccia di demolizione della chiesa per la costruzione di una nuova autostrada. Vinta la battaglia per la sopravvivenza, la parrocchia poté quindi riprendere a programmare il proprio futuro. L'idea di fare della parrocchia un centro socio-culturale per l'intera comunità italiana di Washington si è realizzata con la costruzione tra il 1981 e il 1992 della vicina Casa Italiana di Washington.
Nel 2013 la parrocchia ha celebrato il proprio centenario. Continua tutt'oggi a svolgere la sua funzione originaria di chiesa nazionale italiana al servizio alla comunità cattolica italiana residente a Washington e dintorni. 

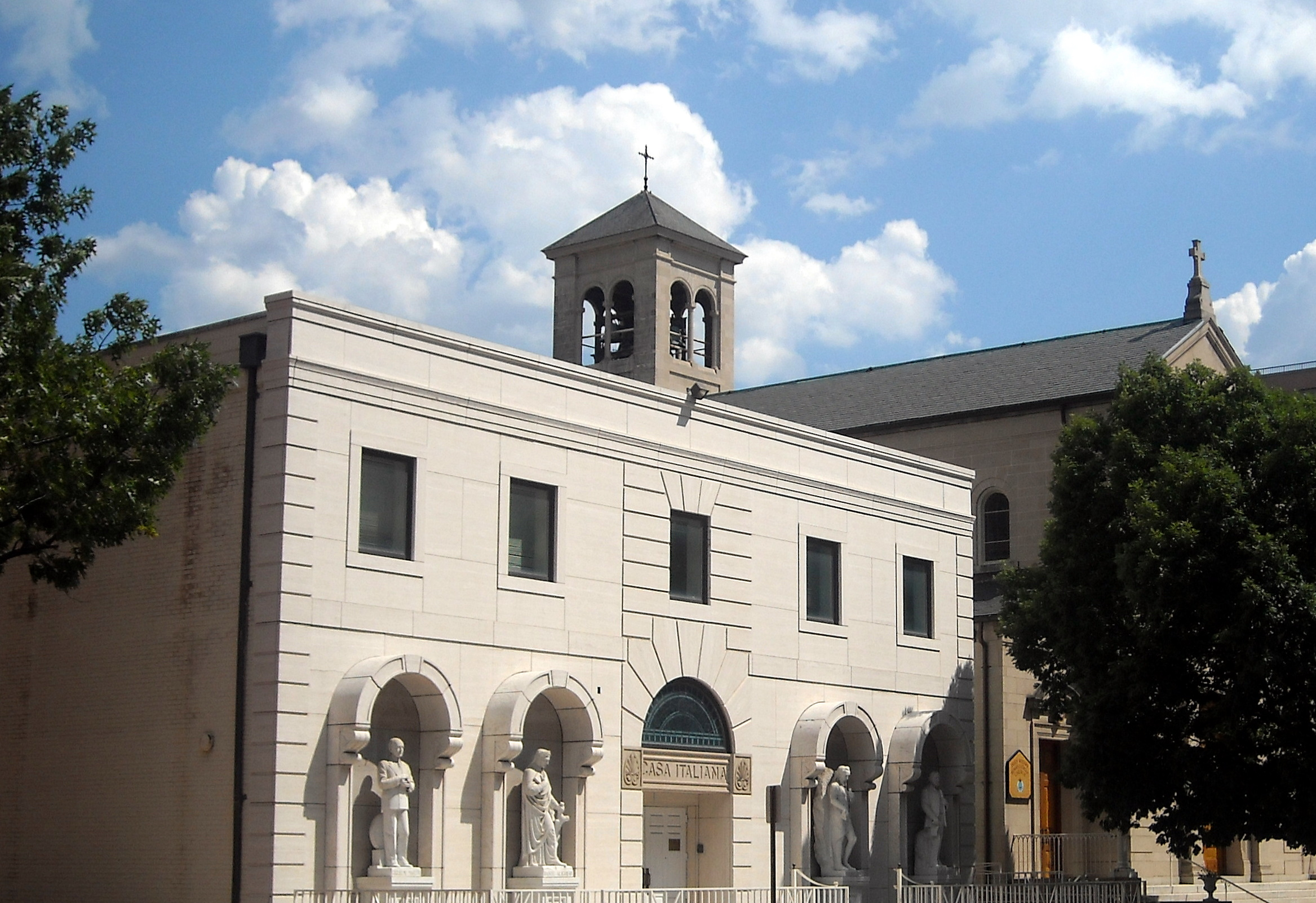
La Casa Italiana di Washington sorta nel 1981 a fianco della chiesa

### Parroci
- Nicola DeCarlo (1913-1961)
- Giulivo Tessarolo (1961-1963)
- Giuseppe Spigolon (1963-1970)
- Mario Bordignon (1970-1972)
- Cesare Donanzan (1972-1992)
- Terry Bagatin (1992-1996)
- Charles Zanoni (1996-2006)
- Lydio Tomasi (2006-2013)
- Ezio Marchetto (2013-)